# MAN SD202
MAN SD202 — городской двухэтажный низкопольный автобус, выпускаемый компанией MAN в период с 1986 по 1992 год по спецификации VöV-Standard-Bus.

## История
В 1982 году MAN SD202 был представлен общественности в качестве преемника MAN SD200 для берлинских транспортных предприятий (BVG). За ним последовали ещё два прототипа в 1983 и 1985 году. С 1986 года модель SD202 производилась серийно. Она принадлежала стандартным рейсовым автобусам второго поколения. Автобусы были построены компанией Waggon Union. В Берлин было доставлено 468 автобусов MAN SD202. Ещё несколько автобусов были изготовлены для Любек-Травемюндской транспортной компании (LVG), они получили более длительный перевод оси, потому что использовались также на магистральных дорогах.
С 1988 года автобусы MAN SD202 производились со слегка изменённым интерьером: парковочное инвалидное место напротив задней двери было увеличено путём устранения ряда сидений, кроме того, удерживающий стержень отсутствовал в области центральной двери.
В 1992 году производство автобусов MAN SD202 было прекращено, на их смену пришли автобусы MAN ND202. Но большинство автобусов MAN SD202 подлежали доработке в BVG. Это должно было продлить срок эксплуатации автобусов MAN SD202 до тех пор, пока на их смену не придут какие-нибудь новые автобусы.